# Valle (Ruesga)
Pour les articles homonymes, voir Valle.
Valle est une localité dans la commune de Ruesga (Cantabrie, Espagne). En 2008, elle avait une population de 264 habitants (INE)[Passage à actualiser]. Le village est à 108 mètres d'altitude et à 2 kilomètres de la capitale municipale, Riva.
Le palais de Juan Fernández del Valle se distingue, inclus dans l'inventaire général du patrimoine culturel de la Cantabrie en 2001[incompréhensible]. Il convient également de mentionner l'église paroissiale de San Félix.

## Personnalités
- Pablo Priego Porres
- Federico Porres
- Francisco Franco